# Operário Futebol Clube
El Operário Futebol Clube o simplemente Operario-MS, es un club de fútbol de la ciudad de Campo Grande, en el Estado de Mato Grosso do Sul, Brasil. Fue fundado el 21 de agosto de 1938 y es el equipo más ganador del Campeonato de Mato Grosso do Sul, con doce títulos, ganó en cuatro oportunidades el Campeonato de Mato Grosso, antes de separarse del Estado.

## Historia

### Fundación
Fue fundado el 21 de agosto de 1938 por trabajadores de la construcción liderados por el pintor Plinio Bittencourt , el club se convirtió en profesional en la década de 1970 . A finales de los 70 y principios de los 80s , el trabajo hecho buenas campañas en el Campeonato Brasileño.

### Auge
Consigue el tricampeonato Mato Grosso (1976/1977/1978), el club continuó su dominio cuando el estado de Mato Grosso do Sul fue creado. En el Campeonato Brasileño de 1977 , dirigido por Castilho , realizó una de las mejores campañas de un club en el Medio Oeste en la historia del Campeonato Brasileño: el tercer puesto en la clasificación. Con el portero Manga , el equipo eliminó a equipos tales como el Fluminense . En las semifinales, se enfrentó a São Paulo . El partido de ida se jugó en São Paulo , donde fue derrotado por el Tricolor Paulista, cuando 103.092 personas llenaron el Estadio Morumbi , superando el récord de juegos públicos de Sao Paulo en los campeonatos nacionales, que persiste en la actualidad. Él llevó a cabo el 0 x 0 hasta los 32 minutos del final cuando Serginho chulapa abrió el marcador.
Luego, en los últimos minutos, metió dos goles más. Incluso golpeando al Sao Paulo en el partido de vuelta en Campo Grande , por 1 a 0, pero fue eliminado de la competencia por diferencia de goles. El gol fue anotado por Todd Santos. 
En 1979 y 1981 , fue, respectivamente, el quinto y el séptimo en el Brasileirão. En 1981, se convirtió en triple campeón del Sur Mato Grosso.
El primer título internacional llegó en 1982 , cuando los laboristas le ganaron a Bayern Múnich en la Copa Presidente , que se celebró en Corea del Sur . Es el título más importante en la historia del club.

### Decadencia y resurgimiento
A partir de 1987, con la creación del Club de los 13, un equipo de tamaño medio, como el Operário, se mantuvo al margen de la élite del fútbol nacional. Allí comenzó la decadencia del Gallo y con un vaciado Morenão . Al ser un equipo masa, el trabajador sufrió más directamente con este cambio. Desde 29 de noviembre de 1999 , el Operário optó por convertirse en club-empresa, que era una tendencia de los equipos de todo Brasil, convirtiéndose en Operário Football Club S / A. El Club de Fútbol volvió de nuevo a ser como antes, poniendo fin a la empresa. El equipo no ha jugado en la Copa de Brasil 2007 por haber salido quinto en el Campeonato de Mato Grosso do Sul en 2006 .
En 2008 , la esperanza de volver a la operariana multitud. Con jugadores como Macedo (ex-São Paulo) y Anderson Lima (equipo brasileño), y está patrocinado por una empresa de artículos deportivos a nivel nacional, parecía que el equipo haría una buena campaña en el Campeonato Brasileño de Serie C . Pero el equipo no pasó la primera fase. 
En 2009 , una campaña con 2 victorias, 1 empate y 13 derrotas del club es relegado a Serie B por primera vez en su historia. El siguiente año es un buen año en la Serie B, pero acaba terminando en el tercer lugar. Sin embargo, debido a la retirada de Costa Rica Sports Club para jugar la Serie A en 2011, el Operário hereda la plaza y vuelve a la primera división.

## Datos del Club

### Torneos internacionales amistosos
- Selección URSS Cup 1973
- Copa Presidente 1982 (Corea del Sur)

### Torneos estaduales oficiales
- Campeonato de Mato Grosso do Sul (13): 1979, 1980, 1981, 1983, 1986, 1988, 1989, 1991, 1996, 1997, 2018, 2022, 2024
- Campeonato de Mato Grosso (4): 1974, 1976, 1977, 1978

## Clasificación de CBF
- Posición: 200.º
- Puntuación: 132 puntos

- Ranking creado por la Confederación Brasileña de Fútbol.
- Actualizado a 2022.